# Podbreg (gmina Kamnik)
Podbreg – wieś w Słowenii, w gminie Kamnik. W 2018 roku liczyła 12 mieszkańców.